# Grande Prêmio da Grã-Bretanha de 2024
O Grande Prêmio da Grã-Bretanha de 2024 (formalmente denominado Formula 1 Qatar Airways British Grand Prix 2024) foi a décima segunda etapa do Campeonato Mundial de Fórmula 1 de 2024. disputada em 7 de julho de 2024 no Circuito de Silverstone, em Silverstone, Reino Unido.

## Resumo
Lewis Hamilton alcança sua 104° vitória, estabelecendo um novo recorde de vitórias na Fórmula 1. Sua última vitória havia sido no Grande Prêmio da Arábia Saudita de 2021 e desde então ele não conseguiu mais vitórias. Finalmente conseguiu uma vitória nesse GP após 2 anos. Hamilton é também o maior recordista de vitórias no circuito de Silverstone, com 9 vitórias.

## Resultados

### Treino classificatório
| Pos.                | N° | Piloto           | Construtor                 | Qualifying times | Qualifying times | Qualifying times | Final grid |
| Pos.                | N° | Piloto           | Construtor                 | Q1               | Q2               | Q3               | Final grid |
| ------------------- | -- | ---------------- | -------------------------- | ---------------- | ---------------- | ---------------- | ---------- |
| 1                   | 63 | George Russell   | Mercedes                   | 1:30.106         | 1:26.723         | 1:25.819         | 1          |
| 2                   | 44 | Lewis Hamilton   | Mercedes                   | 1:29.547         | 1:26.770         | 1:25.990         | 2          |
| 3                   | 4  | Lando Norris     | McLaren-Mercedes           | 1:31.596         | 1:26.559         | 1:26.030         | 3          |
| 4                   | 1  | Max Verstappen   | Red Bull Racing-Honda RBPT | 1:31.342         | 1:26.796         | 1:26.203         | 4          |
| 5                   | 81 | Oscar Piastri    | McLaren-Mercedes           | 1:30.895         | 1:26.733         | 1:26.237         | 5          |
| 6                   | 27 | Nico Hülkenberg  | Haas-Ferrari               | 1:31.929         | 1:26.847         | 1:26.338         | 6          |
| 7                   | 55 | Carlos Sainz Jr. | Ferrari                    | 1:30.557         | 1:26.843         | 1:26.509         | 7          |
| 8                   | 18 | Lance Stroll     | Aston Martin-Mercedes      | 1:31.410         | 1:26.938         | 1:26.585         | 8          |
| 9                   | 23 | Alexander Albon  | Williams-Mercedes          | 1:31.135         | 1:26.933         | 1:26.640         | 9          |
| 10                  | 14 | Fernando Alonso  | Aston Martin-Mercedes      | 1:31.264         | 1:26.730         | 1:26.917         | 10         |
| 11                  | 16 | Charles Leclerc  | Ferrari                    | 1:30.496         | 1:27.097         | N/A              | 11         |
| 12                  | 2  | Logan Sargeant   | Williams-Mercedes          | 1:31.608         | 1:27.175         | N/A              | 12         |
| 13                  | 22 | Yuki Tsunoda     | RB-Honda RBPT              | 1:30.994         | 1:27.269         | N/A              | 13         |
| 14                  | 24 | Zhou Guanyu      | Kick Sauber-Ferrari        | 1:31.190         | 1:27.867         | N/A              | 14         |
| 15                  | 3  | Daniel Ricciardo | RB-Honda RBPT              | 1:31.291         | 1:27.949         | N/A              | 15         |
| 16                  | 77 | Valtteri Bottas  | Kick Sauber-Ferrari        | 1:32.431         | N/A              | N/A              | 16         |
| 17                  | 20 | Kevin Magnussen  | Haas-Ferrari               | 1:32.905         | N/A              | N/A              | 17         |
| 18                  | 31 | Esteban Ocon     | Alpine-Renault             | 1:34.557         | N/A              | N/A              | 18         |
| 19                  | 11 | Sergio Pérez     | Red Bull Racing-Honda RBPT | 1:38.348         | N/A              | N/A              | PL         |
| 20                  | 10 | Pierre Gasly     | Alpine-Renault             | 1:39.804         | N/A              | N/A              | 19         |
| 107% time: 1:35.815 |    |                  |                            |                  |                  |                  |            |
| Fontes:             |    |                  |                            |                  |                  |                  |            |

### Corrida
| Pos.                                                                | N° | Piloto           | Construtor                 | Laps | Tempo/Retirada      | Grid | Pontos |
| ------------------------------------------------------------------- | -- | ---------------- | -------------------------- | ---- | ------------------- | ---- | ------ |
| 1                                                                   | 44 | Lewis Hamilton   | Mercedes                   | 52   | 1:22:27.059         | 2    | 25     |
| 2                                                                   | 1  | Max Verstappen   | Red Bull Racing-Honda RBPT | 52   | +1.465              | 4    | 18     |
| 3                                                                   | 4  | Lando Norris     | McLaren-Mercedes           | 52   | +7.547              | 3    | 15     |
| 4                                                                   | 81 | Oscar Piastri    | McLaren-Mercedes           | 52   | +12.429             | 5    | 12     |
| 5                                                                   | 55 | Carlos Sainz Jr. | Ferrari                    | 52   | +47.318             | 7    | 11     |
| 6                                                                   | 27 | Nico Hülkenberg  | Haas-Ferrari               | 52   | +55.722             | 6    | 8      |
| 7                                                                   | 18 | Lance Stroll     | Aston Martin-Mercedes      | 52   | +56.569             | 8    | 6      |
| 8                                                                   | 14 | Fernando Alonso  | Aston Martin-Mercedes      | 52   | +1:03.577           | 10   | 4      |
| 9                                                                   | 23 | Alexander Albon  | Williams-Mercedes          | 52   | +1:08.387           | 9    | 2      |
| 10                                                                  | 22 | Yuki Tsunoda     | RB-Honda RBPT              | 52   | +1:19.303           | 13   | 1      |
| 11                                                                  | 2  | Logan Sargeant   | Williams-Mercedes          | 52   | +1:28.960           | 12   |        |
| 12                                                                  | 20 | Kevin Magnussen  | Haas-Ferrari               | 52   | +1:30.153           | 17   |        |
| 13                                                                  | 3  | Daniel Ricciardo | RB-Honda RBPT              | 51   | +1 lap              | 15   |        |
| 14                                                                  | 16 | Charles Leclerc  | Ferrari                    | 51   | +1 lap              | 11   |        |
| 15                                                                  | 77 | Valtteri Bottas  | Kick Sauber-Ferrari        | 51   | +1 lap              | 16   |        |
| 16                                                                  | 31 | Esteban Ocon     | Alpine-Renault             | 50   | +2 laps             | 18   |        |
| 17                                                                  | 11 | Sergio Pérez     | Red Bull Racing-Honda RBPT | 50   | +2 laps             | PL   |        |
| 18                                                                  | 24 | Zhou Guanyu      | Kick Sauber-Ferrari        | 50   | +2 laps             | 14   |        |
| Ret                                                                 | 63 | George Russell   | Mercedes                   | 33   | Pressão da água     | 1    |        |
| DNS                                                                 | 10 | Pierre Gasly     | Alpine-Renault             | 0    | Caixa de velocidade | –    |        |
| Volta Mais rápida: Carlos Sainz Jr. (Ferrari) – 1:28.293 (volta 52) |    |                  |                            |      |                     |      |        |
| Fontes:                                                             |    |                  |                            |      |                     |      |        |

## Tabela do campeonato após a corrida
|        | Pos. | Piloto           | Pontos |
| ------ | ---- | ---------------- | ------ |
|        | 1    | Max Verstappen   | 255    |
|        | 2    | Lando Norris     | 171    |
|        | 3    | Charles Leclerc  | 150    |
|        | 4    | Carlos Sainz Jr. | 146    |
| 1      | 5    | Oscar Piastri    | 124    |
| Fonte: |      |                  |        |

|        | Pos. | Construtor                 | Pontos |
| ------ | ---- | -------------------------- | ------ |
|        | 1    | Red Bull Racing-Honda RBPT | 373    |
|        | 2    | Ferrari                    | 302    |
|        | 3    | McLaren-Mercedes           | 295    |
|        | 4    | Mercedes                   | 221    |
|        | 5    | Aston Martin-Mercedes      | 68     |
| Fonte: |      |                            |        |

- Nota: Apenas as cinco primeiras posições estão incluídas em ambos os conjuntos de classificação.